# 射擊陷阱
射擊陷阱（Shot traps）又稱跳彈陷阱或窩彈區，是指位於裝甲車輛上的一類區域。當有炮彈打到這類區域上時，炮彈會被彈到車體的其它地方，甚至車體的弱點上，而不是被彈開。產生射擊陷阱的原因主要是裝甲車輛自身設計上的缺陷。
比如說，前50辆虎II坦克的炮塔（即所谓“保時捷炮塔”）正面是弧形。這就是一個「射擊陷阱」的實例。因爲當炮彈擊中炮塔正面靠下部分時，炮彈就會被彈到車體的薄弱的頂甲或炮塔座圈，造成旋转机构卡死甚至成员伤亡。後來設計的量产型炮塔（“亨舍爾炮塔”）則将炮塔正面改为一块81度傾斜的垂直裝甲板，解決了這一問題。
跳弹的发生不仅取决于入射角，也与装甲的厚度与材料、侵彻体的长径比与材料、以及着弹速度等密切相关。如今，主流的反坦克弹种已由被帽穿甲弹演变为尾翼稳定脱壳穿甲弹。现代的尾翼稳定脱壳穿甲弹由于材料密度高、弹体长径比大、着弹速度快，面对大倾角也极少发生跳弹。因此，窝弹区这一概念对现代坦克而言已经过时。第三代主战坦克在设计外形时不再考虑是否存在窝弹区，而主要着眼减小正面轮廓以降低中弹几率。

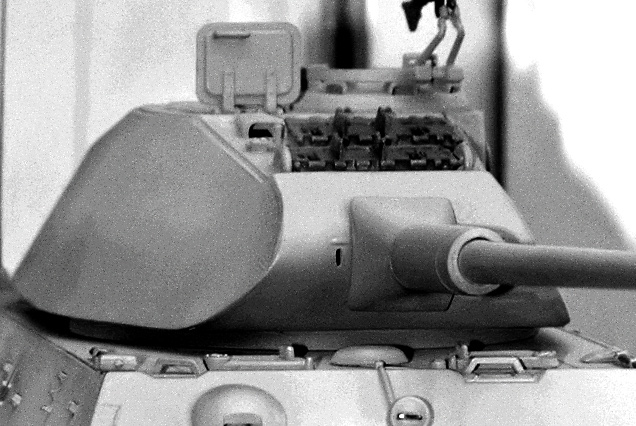
虎II坦克的“保時捷炮塔”。其正面是弧形的。
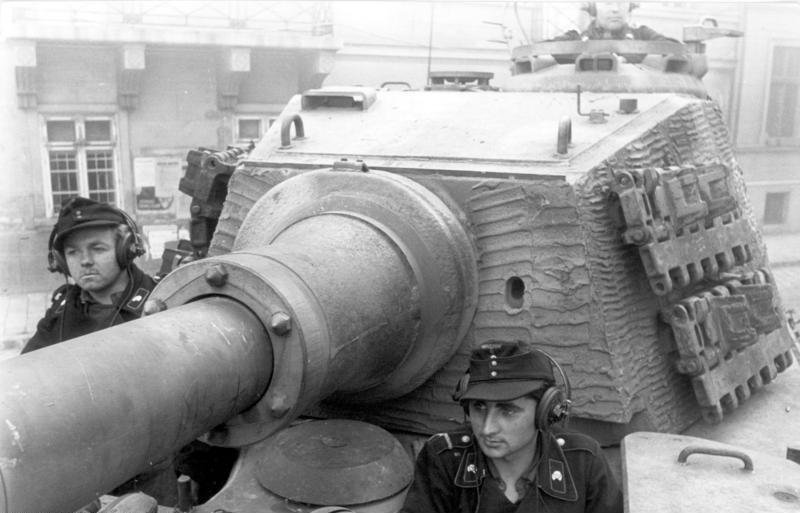
虎II坦克的“亨舍爾炮塔”
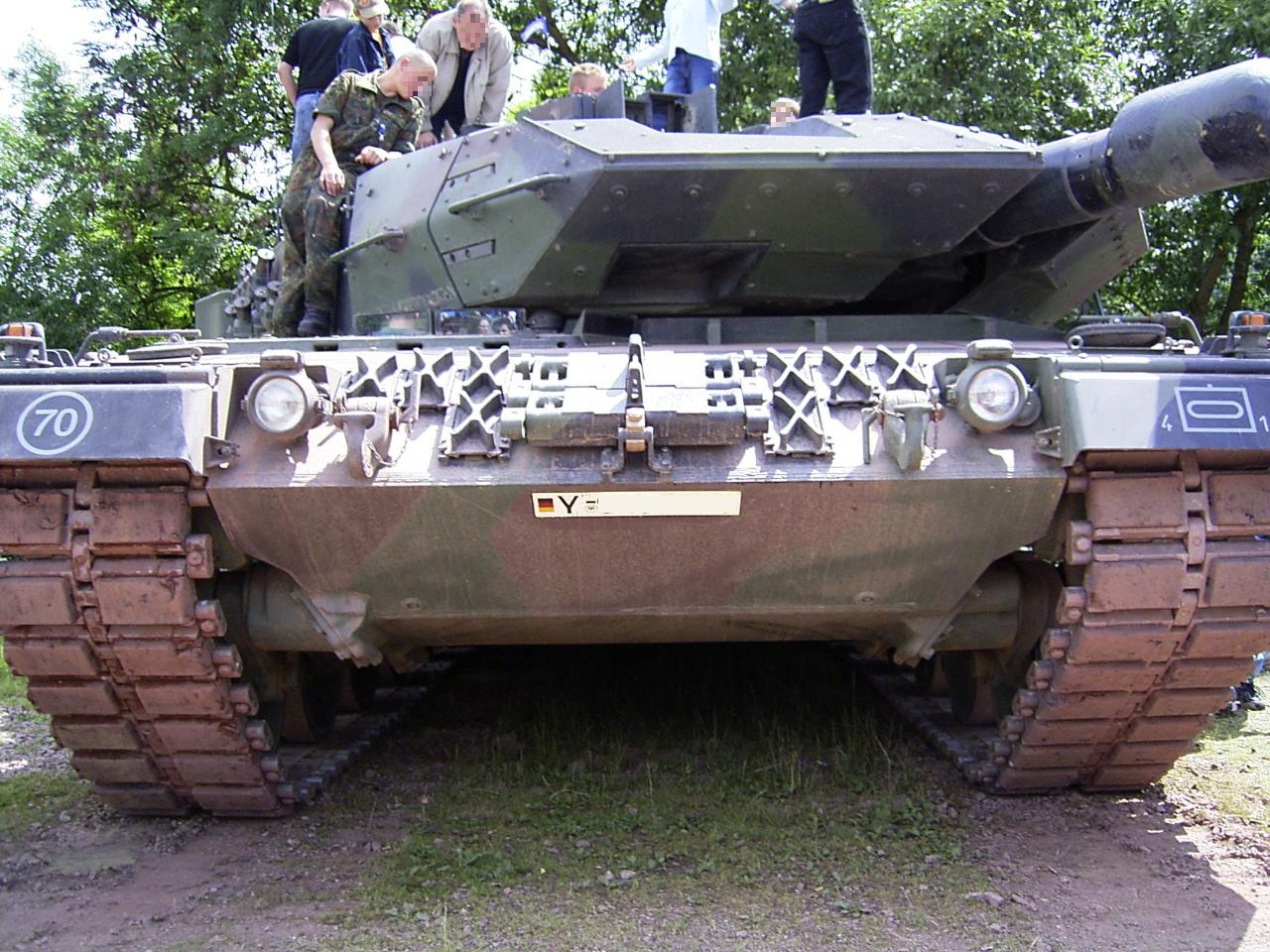
窝弹区对现代坦克已失去意义，例如豹2A5主战坦克的炮塔正面为楔形也不会产生防护隐患